# Nagradni automati
Nagradni automati vrsta su arkadne igre u kojoj se vještina igrača nagrađuje u fizičkom obliku; jeftinih nagrada (plastične/plišane igračke, ili slatkiše), skupe nagrade (digitalne kamere, satove) ili novac. Većina nagradnih automata koristi neku vrst štipaljke s kojom se pokušava uhvatiti nagrada, a s kojom igrač upravlja preko neke vrste upravljača. Nakon što je igrač namjestio hvataljku preko cilja, on/ona ima samo jedan pokušaj pri hvatanju nakon čega završava igra. Postoje i druge vrste automata koje koriste stvaranje hrpe koja se prevaljuje ili se oslanjaju na reflekse igrača. Broj pobjednika kod nagradnih automata obično je malen.